# Institut français du Qatar
Pour les articles homonymes, voir IFQ.
L' Institut français du Qatar (IFQ) fait partie du réseau mondial des instituts français. Son unique antenne dans le pays est située dans le quartier "West Bay" à Doha, la capitale.

## Historique
L'institut français est présent à Doha depuis 1989, originellement sous le nom de Centre culturel français. Mais ce n'est qu'en 2011 que le réseau culturel français s'unifie officiellement sous le nom d'Institut français, à la suite de la réforme mondiale du réseau culturel et de coopération du Ministère français des Affaires étrangères et européennes initiée par la loi du 27 juillet 2010, en remplacement des activités culturelles françaises qui étaient jusque-là réunies au sein de l'association Culturesfrance.
Cette réorganisation a apporté une meilleure unité et une plus grande simplicité de gestion. Les services de coopération universitaire, éducative, linguistique et culturelle de l’Ambassade de France ont ainsi fusionné pour devenir l’Institut français du Qatar. Ils entretiennent des liens étroits avec le Consulat général ainsi que le bureau de l'Alliance française du pays et les autorités nationales et locales.
Après une période de transformation, l'IF de Doha a rouvert en 2013, proposant notamment une médiathèque de plus de 12 000 ouvrages en français ainsi qu'un accès à la culturethèque en ligne.

## Rôle éducatif
Le but premier de l'Institut est de proposer des cours, formations et examens de français à un public aussi large que possible. C'est ainsi le seul centre d’examen habilité par le Ministère français de l’éducation nationale, au Qatar, pour la passation du DELF et du DALF (évaluation par compétences, basée sur le cadre européen commun de référence pour les Langues). L'IFQ est aussi accrédité pour faire passer et délivrer d'autres certifications internationales en langue française, comme: le TCF, le DELF Prim, le DELF Junior, le TEF et le TEFAQ (pour ceux qui souhaitent d'expatrier au Canada ou au Québec), en collaboration avec des instances éducatives internationales comme l'Agence universitaire de la Francophonie (AUF), le Centre international d'études pédagogiques (CIEP) ainsi qu'avec les autorités qataries et françaises.

## Activités culturelles
Le centre culturel de l'institut participe à la scène culturelle nationale, en créant des dizaines d'évènements annuels à visée nationale, régionale ou locale, selon les projets. L'IF participe également à des évènements externes, dans le cadre de la promotion de la culture et des échanges entre la France et le Qatar, et développe des partenariats avec d'autres entités gouvernementales ou non-gouvernementales. 
Par exemple, en 2013, l'institut français du Qatar a organisé une Conférence-débat littéraire abordant la littérature russe; et notamment l’œuvre littéraire de Mikhaïl Boulgakov.

## Activités annexes et francophonie
L’IFQ héberge le bureau Campus France, en vue de prolonger le réseau d'information sur les études supérieures en France pour étudiants et enseignants étrangers. 
Ayant également comme mission la promotion de la francophonie mondiale, l'institut de Doha accueille chaque lundi les Matinales du DFPN, le réseau des professionnels francophones (RPF) au Qatar.